# Takács Tibor (labdarúgó)
Takács Tibor (Esztergom, 1944. január 11. – Tokodaltáró, 2023. április 11.) magyar labdarúgó, középpályás, utánpótlásedző a Dorogi FC Örökös Tagja.

## Pályafutása
1963-ban mutatkozott be a dorogi csapatban. Pályafutása szerencsésen, mondhatni a csúcson kezdődött, ugyanis minden idők legjobbnak tartott dorogi csapatának, a Dorogi Aranycsapat tagjaként egyben az ország egyik legjobb gárdájában játszhatott, amely ekkor érte el a legjobb bajnoki helyezését és egyben a Vidék Legjobbja címet is elnyerte. 
Legelső mérkőzésén a bajnok Ferencváros elleni rangadón az Üllői úti stadionban, 25 ezer néző előtt lépett pályára, ahol 1:1-es döntetlen született. Sokáig a bajnoki címért is harcba voltak. A dorogiak a tavaszi szezonban sokáig a legeredményesebb csapatként veretlenül közel álltak a legnagyobb sikerhez is, végül két egymás utáni elveszített mérkőzés miatt nem csak a végleges elsőségről, de a dobogóról is lecsúsztak. Amennyiben hazai pályán a Pécsi Dózsa ellen a papírforma érvényesül, a Dorog biztos második lett volna. A váratlan vereség azonban sokba került, hiszen a végelszámolásnál az MTK egy ponttal, az Újpesti Dózsa pedig csak gólaránnyal, de megelőzte őket. Az ominózus Pécs elleni mérkőzésen nem játszott, viszont utána az Újpest elleni 2-0-s győzelem közvetlen részese volt és a záró fordulóban is játszott az MTK otthonában gól nélküli döntetlennel zárult meccsen. 
A következő évadban nem sikerült csapatával megismételni a korábbi sikert, viszont a záró fordulóban a Fradi legyőzésével főszereplővé váltak azzal, hogy a fővárosi zöld-fehéreket megfosztották az újabb bajnoki címtől. Pályafutását alaposan megkeserítette, hogy a Dorog osztályozóra kényszerült, majd kiesett 1966-ban. Ugyan a Ózd ellen győztek, döntetlen játszottak a Haladással szemben és minimális 1-0-s vereséget szenvedtek a Salgótarján ellen, azonban a körmeccsek eredményei úgy alakultak, hogy mindez nem volt elég a bennmaradáshoz. 
Egy évvel később az NB. I/B-ből való kiesés jelentette a mélypontot pályafutása során. Ezt követően lassan elindultak felfelé. 1968-ban, majd 1969-ben bronzérmes, 1971-ben pedig bajnok lett az NB. II-ben. Két évvel később újra visszaküzdötték magukat a legjobbak közé, azonban 1974-ben kiestek. Ezután került sor utolsó bajnoki évadjára, miután 1975-ben visszavonult az aktív játékból. Csapattársához, Horváth Péterhez hasonlóan, ha még egy évet tudott volna maradni, akkor NB. I-es játékosként búcsúzhatott volna. Pályafutása után a Dorogi Öregfiúk csapatát erősítette hosszú éveken keresztül.